# غياث (اسم)
غياث هو اسم علم مذكر من أصل عربي، ومعناه هو ما أغاثك الله به، وما أغثت به المضطر من طعام أو نجدة قال تعالى: ﴿وإن يستغيثوا يغاثوا بماءٍ ك المهل يشوي الوجوه﴾ [ الكهف من الآية 29].

## شخصيات تحمل الاسم
- غياث الدين الكاشي (عالم مسلم، 1380 – 22 يونيو 1429)
- غياث الدين بلبن ألغ خان (القرن 13 – 1287)
- غياث الدين تغلق (القرن 13 – 1 فبراير 1325)
- غياث الدين خوارزم شاه
- غياث الدين مسعود (سلطان سلاجقة الروم، القرن 13 – 1308)
- غياث الدين منصور الدشتكي (فيلسوف إيراني، 1462 – )
- غياث طيفور (1969 – 11 مارس 2012)
- غياث مطر (ناشط سوري، 8 أكتوبر 1986 – 6 سبتمبر 2011)

## وصلات خارجية
- موسوعة السلطان قابوس لأسماء العرب نسخة محفوظة 5 أبريل 2019 على موقع واي باك مشين.